# Isoperla quinquepunctata
Isoperla quinquepunctata is een steenvlieg uit de familie Perlodidae. De wetenschappelijke naam van de soort is voor het eerst geldig gepubliceerd in 1902 door Banks.